# Magdalena Wilhelmina Wirtemberska
Magdalena Wilhelmina Wirtemberska (ur. 7 listopada 1677 w Stuttgarcie – zm. 30 października 1742 w Durlach) – księżniczka Wirtemberska, margrabina Badenii-Durlach

## Życiorys
Córka księcia Wirtembergii Wilhelma Ludwika i Magdaleny Sibylli z Hesji-Darmstadt.
27 czerwca 1697 roku wyszła za przyszłego margrabiego Badenii Karola III Wilhelma. Para miała trójkę dzieci:
- Karola (1701 – 1712)
- Fryderyka (1703 – 1732) – ojciec wielkiego księcia Badenii Karola Fryderyka
- Augustę (1706 – 1709)

Po śmierci syna i męża opiekowała się niepełnoletnim wnukiem Karolem Fryderykiem